# Winners Osawe
Winners Osawe, né le 29 novembre 2006 à Berlin en Allemagne, est un footballeur allemand qui évolue au poste de milieu défensif au RB Leipzig.

## Biographie

### En club
Né à Berlin en Allemagne, Winners Osawe a également la nationalité nigérianne. Il commence le football au Berliner AK 07 avant d'être formé au RB Leipzig, qu'il rejoint en 2019, étant séduit par la philosophie du club. Il impressionne par sa taille et ses qualités athlétiques notamment et s'impose dans les différentes catégories de jeunes, étant un leader de l'équipe des moins de 17 ans du club où il occupe un rôle de leader en portant le brassard de capitaine. Considéré comme l'un des joueurs les plus prometteurs du centre de formation, il intègre l'équipe des moins de 19 ans à 16 ans en 2023.

### En sélection
En mai 2023, il est retenu avec les moins de 17 ans par le sélectionneur Christian Wück (en) afin de participer au Championnat d'Europe.
L'Allemagne atteint la finale de la compétition après sa victoire face à la Pologne le 30 mai 2023 (3-5 score final). Son équipe s'impose en finale face à la France après une séance de tirs au but, le 2 juin 2023.

## Palmarès
Allemagne -17 ans
- Championnat d'Europe -17 ans
  - Vainqueur : 2023
- Coupe du monde des moins de 17 ans
  - Vainqueur en 2023